# Contea di Hickman (Kentucky)
La contea di Hickman in inglese Hickman County è una contea dello Stato del Kentucky, negli Stati Uniti. La popolazione al censimento del 2000 era di 5 262 abitanti. Il capoluogo di contea è Clinton